# Picotet de Lafresnaye
El Picotet de Lafresnaye (Picumnus lafresnayi) és una espècie d'ocell de la família dels pícids (Picidae) que habita la selva humida del sud-est de Colòmbia, est de l'Equador, est del Perú i Brasil amazònic.